# كروسندرة رفيعة السنابل
كروسندرة رفيعة السنابل (الاسم العلمي:Crossandra stenostachya) هي نوع من النباتات تتبع جنس الكروسندرة من الفصيلة الأقنتية.